# Jaroslav Svozil
Jaroslav Svozil (* 9. září 1993, Olomouc) je český profesionální fotbalista, který hraje na pozici středního obránce za český klub Dukla Praha. Je také bývalým českým mládežnickým reprezentantem.

## Klubová kariéra

### SK Sigma Olomouc
V Sigmě Olomouc se koncem roku 2013 přesunul do A-týmu. Sezona 2013/14 dopadla neslavně, se Sigmou zažil sestup do druhé české ligy.

### 1. SC Znojmo (hostování + přestup)
K 1. lednu 2015 odešel ze Sigmy Olomouc společně se spoluhráčem Pavlem Dreksou na půlroční hostování do druholigového týmu 1. SC Znojmo. Po návratu z hostování působil v Sigmě v A-týmu a později i v B-mužstvu. V únoru 2016 do Znojma přestoupil.
Vypracoval se zde v oporu zadních řad. Ve stoperské dvojici nastupoval na podzim 2017 s Radkem Mezlíkem.

### SFC Opava
V lednu 2018 přestoupil ze Znojma do Slezského FC Opava, kde podepsal smlouvu na 3,5 roku. Důvodem bylo pomoci týmu při boji o postup do nejvyšší české ligy v sezóně 2017/18. Premierový gól v nejvyšší české soutěži vstřelil dne 11. května 2019 proti pražské Dukle, kdy v 44. minutě otevíral skóre. Opava tehdy vyhrála 3:2. Za dva roky v Opavském dresu odehrál 64 zápasů.

### FC Baník Ostrava
Dne 24. ledna 2020 podepsal víceletý kontrakt v Baníku Ostrava. V dresu Ostravanů debutoval 15. února 2020 při výhře 1:0 proti Slovácku. I přes přetrhnutý zkřížený vaz startoval pravidelně. Nakoukl i do 4 utkání rezervy hrající MSFL. Za Baník odehrál celkem 61 prvoligových zápasů.

### MFK Karviná
Jeho třetí angažmá na Slezsku našlo svoje místo v Karviné, kde v červenci 2023 podepsal smlouvu. V sezoně 2023/24 nastupoval pravidelně v základní sestavě a tak na příští sezonu získal kapitánskou pásku, zastupovali ho obránci Fleišman a Bergqvist.

### FK Dukla Praha
V zimě 2025 podepsal kontrakt na 1,5 roku v pražské Dukle, kam odcházel ve stejné době jako jeho spoluhráč z Karviné Rajmund Mikuš.

## Reprezentační kariéra
Jaroslav Svozil hrál v dresu reprezentačních mládežnických výběrů ČR do 20 a 21 let.
Za českou reprezentaci do 20 let odehrál dva zápasy v roce 2013 na turnaji 4 zemí (proti Nizozemsku výhra 1:0 a proti Německu remíza 1:1).

Za českou reprezentaci do 21 let debutoval v dubnu 2013 v přátelském utkání se Slovenskem (výhra 1:0). Byl to jeho jediný start v české jedenadvacítce.